# Assembleia Nacional do Azerbaijão
A Assembleia Nacional do Azerbaijão (Milli Məclisi) é a sede do poder legislativo do Azerbaijão, o parlamento é no formato unicameral e conta atualmente com 125 membros, sendo 100 eleitos pelo sistema majoritário e 25 eleitos por representação proporcional para mandatos de 5 anos. O parlamento foi criado em 1917 como a Duma Transcaucasiana.

## Composição Atual
| Partido | Partido                            | Ideologia                | Espectro        | Membros  | Status   |
| ------- | ---------------------------------- | ------------------------ | --------------- | -------- | -------- |
|         | Partido Novo Azerbaijão            | Conservadorismo          | Centro-direita  | 70 / 125 | Governo  |
|         | Independentes                      | Diversa                  | Pega-tudo       | 38 / 125 | Governo  |
|         | Partido da Solidariedade Cívica    | Conservadorismo nacional | Direita         | 3 / 125  | Oposição |
|         | Partido Democrático Iluminista     | Liberalismo              | Centro          | 1 / 125  | Oposição |
|         | Partido da Unidade Cívica          | Social-democracia        | Centro-esquerda | 1 / 125  | Oposição |
|         | Partido da Grande Ordem            | Liberalismo              | Centro-direita  | 1 / 125  | Oposição |
|         | Partido da Pátria                  | Conservadorismo nacional | Direita         | 1 / 125  | Oposição |
|         | Partido da Frente Nacional         | Conservadorismo nacional | Direita         | 1 / 125  | Oposição |
|         | Partido das Reformas Democráticas  | Liberalismo              | Centro          | 1 / 125  | Oposição |
|         | Partido da Alternativa Republicana | Democracia liberal       | Centro          | 1 / 125  | Oposição |
|         | Partido da Unidade                 | Conservadorismo          | Centro-direita  | 1 / 125  | Oposição |
|         | Partido da Frente Popular Azeri    | Conservadorismo          | Centro-direita  | 1 / 125  | Oposição |
|         | Lugares Vagos                      | Lugares Vagos            | Lugares Vagos   | 5 / 125  |          |